# Myrmarachne albocincta
Myrmarachne albocincta là một loài nhện trong họ Salticidae.
Loài này thuộc chi Myrmarachne. Myrmarachne albocincta được Carl Ludwig Koch miêu tả năm 1846.